# Alain Houziaux
Alain Houziaux,  né en 1942, est pasteur de l’Église protestante unie de France, docteur en théologie et en philosophie.
Il est l'auteur d'ouvrages de philosophie et de spiritualité. Il a notamment organisé les « conférences de l’Étoile » au temple protestant de l'Étoile à Paris. Ces conférences sont publiées aux éditions de l'Atelier dans la collection « Questions de vie » qu’il dirige.

## Publications

### Ouvrages personnels
- Le Désir, l'arbitraire, le consentement, Aubier, 1973.
- La Dérive immobile, Éditions de l'Épi, 1977.
- La Vérité, Dieu et le monde : Pour une théologie raisonnée, L'Âge d'homme, coll. Symbolon, Lausanne, 1988 (réédité en 2004).
- Mon silence te parlera : Prières et repères, mars 1993 (réédité aux éditions du Cerf, coll. Épiphanie, 2007).
- Paraboles au quotidien, Éd. du Cerf, 1995 (réédité en 2007).
- Le Tohu-bohu, le Serpent et le bon Dieu (préface de Michel Tournier), Presses de la Renaissance, 1997.
- L'épreuve, le courage et la foi : quinze méditations, Bayard, 1998.
- Sciences et conscience, Albin Michel, 1999.
- Dieu, à la limite de l'infini : une légitimation du discours théologique (préface de Jean Ladrière), éditions du Cerf, coll. Cogitatio Fidei, 2002.
- Les grandes énigmes du Credo, 2003 (réédité chez Desclée de Brouwer, 2008 et 2017).
- La lassitude, le courage, la confiance, Editions de l'Atelier, coll. « Questions de vie », 2005 (ISBN 978-2708238114)
- Dix questions simples sur Dieu et la religion, Albin Michel, coll. Espaces Libres, 2007.
- Dix questions simples sur la vie, Albin Michel, coll. Espaces Libres, 2007.
- Paraboles au quotidien, éditions du Cerf, coll. Épiphanie, 2007.
- Chrétien et politique, Desclée de Brouwer, 2008.
- Christianisme et conviction politique : Trente questions impertinentes, Desclée De Brouwer, 2008 (réédité en 2017).
- Ces questions qui inquiètent la foi, Desclée De Brouwer, 2009.
- Ces péchés capitaux... si capiteux, Lethielleux, coll. « SPIRITUALITE », 2011 (ISBN 978-2249621130)
- Le mythe d'Adam et Ève : les tabous, la jouissance et la honte, éditions du Cerf, coll. Lire la Bible, 2013
- Christianisme et besoin de dogmatisme. Une analyse critique (préface de Sophie de Mijolla-Mellor), Berg International, 2015.
- Job et le problème du mal, éditions du Cerf, 2020.

### Ouvrages collectifs
- Le Désir, l'arbitraire et le consentement : Pour une éthique du tragique (Présence et pensée), avec André Dumas et le Groupe de recherches appliquées à la formation, Chambre de commerce et d'industrie, 1973.
- La Mort sous toutes ses faces, avec Henri Friedel, janvier 1991
- Question de, volume 121 : Méditation et psychothérapie, avec Jean-Marc Mantel, Albin Michel, septembre 2000.
- Question de, volume 125 : 20 idées pour le XXIe siècle, avec Nicolas Prantzos, Jacques Attali, Marcel Gauchet, Claude Geffré, Jean Baubérot, Paul Valadier, Jean-Claude Guillebaud et Albert Jacquard, Albin Michel, octobre 2001
- Les Écrivains face à Dieu, Collectif (Robert Chenavier, Guy Coq, André Devaux, Michel Eltchaninoff, Emmanuel Godo, Alain Houziaux, Michel Leplay et Jacqueline Lévy-Valensi) In-Press, coll. lecture des religions, avril 2003.
- Suis-je responsable de mes échecs ?, avec Gérard Israël, Daniel Sibony, Paul Valadier, éditions de l'Atelier, coll. Questions de vie, 2003.
- Le Coran, Jésus et le Judaïsme, avec Khaled Bentounès et Gérard Israël, Desclée de Brouwer, mars 2004.
- Topique, N°91 mai 2005 : Le mal : Tome 1, avec Sophie de Mijolla-Mellor, Paul-Laurent Assoun et Jean-Michel Hirt, juin 2005.
- La Vierge Marie : Histoire et ambiguïté d'un culte, avec Jacques Duquesne, éditions de l’Atelier, septembre 2006.
- Entre sagesse et passions : Les conflits de la morale, Collectif, 2006.
- Dieu, une invention ?, avec René Girard et André Gounelle, éditions de l'Atelier, coll. Questions de vie, 2007.

### Anthologies
- Prières glanées, avec Eric Dabmac'h, Fidélité, octobre 2005

### CD
- Bible à 2 voix, que se passe-t-il au jardin d'Eden ? Genèse 2-3, avec Gérard Israël, Méromédia, 2006.